# Het symbolisme in Europa

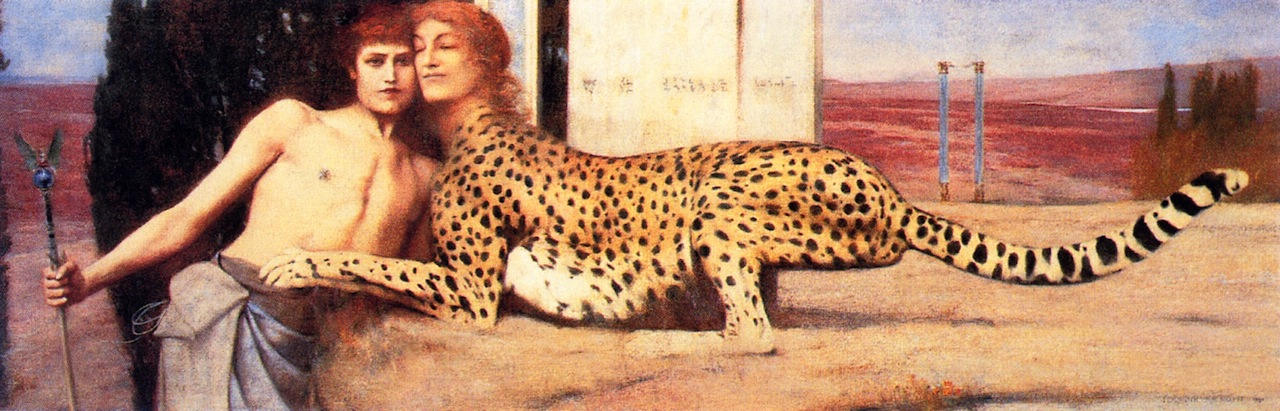
De kunst (Liefkozingen) van Fernand Khnopff zoals tentoongesteld

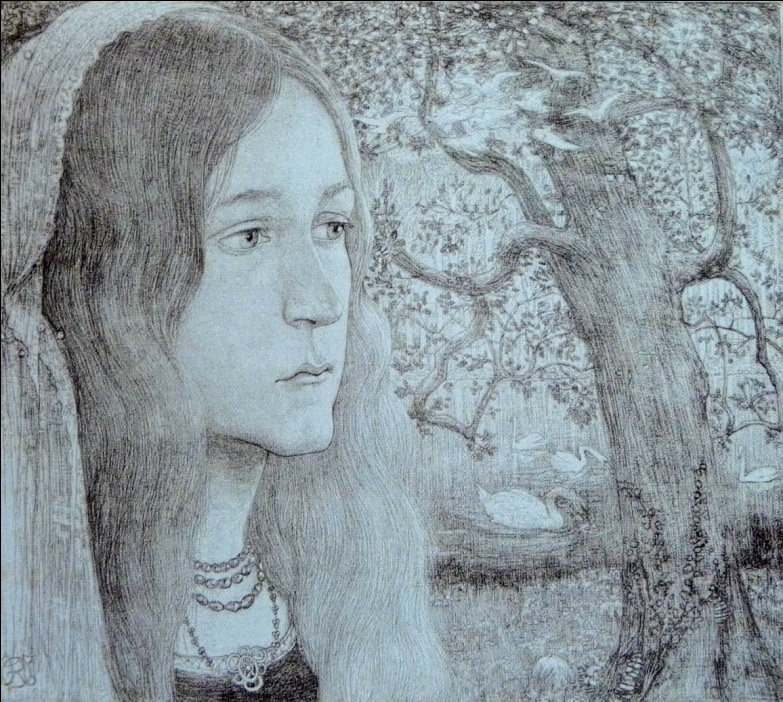
Helga's intrede (1894) van Richard Roland Holst zoals tentoongesteld

Het symbolisme in Europa was een tentoonstelling en gelijknamige catalogus uit 1975-1976.

## Geschiedenis
In 1975-1976 werd een grote tentoonstelling gehouden over het symbolisme in Europa, waarvoor een toenemende belangstelling ontstond in de jaren die daaraan voorafgingen, mede door de gegroeide belangstelling voor de art nouveau en art deco. De tentoonstelling begon haar tour in het museum Boijmans Van Beuningen. De tentoonstelling (in Rotterdam) stond onder leiding van de hoofdconservator Renilde Hammacher-van den Brande (1913-2014). Zij werkte onder andere nauw samen, mede vanwege haar afkomst, met Belgische collega's. Samen met de directeur van Boymans, J.C. Ebbinge Wubben, redigeerde en coördineerde zij de tentoonstellingscatalogus. De tentoonstelling was achtereenvolgens te zien in Rotterdam, Brussel, Baden-Baden en Parijs.

### Inhoud
Tentoonstelling en catalogus (in alfabetische volgorde) geven een overzicht van Europese symbolistische kunstenaars, waarbij steeds een korte biografie van de kunstenaar wordt gegeven (met afbeelding van de kunstenaar), vervolgens een of meer werken van de kunstenaar die werden tentoongesteld en informatie over, een bibliografie en herkomstgegevens van die werken. De catalogus sluit af met een lijst van exposities vanaf 1891 en een uitgebreide bibliografie.

### Belgische kunstenaars
Op de tentoonstelling werd werk tentoongesteld van de volgende Belgische symbolisten: 
- William Degouve de Nuncques
- Jean Delville
- James Ensor
- Fernand Khnopff
- Xavier Mellery
- George Minne
- Felicien Rops
- Léon Spilliaert
- Gustave Van de Woestyne

### Nederlandse kunstenaars
Op de tentoonstelling werd werk tentoongesteld van de volgende Nederlandse symbolisten: 
- Antoon Derkinderen
- Carel de Nerée tot Babberich
- Richard Roland Holst
- Johan Thorn Prikker
- Jan Toorop